# Selbstregulation (Psychologie)
Selbstregulation ist in der Psychologie ein Sammelbegriff für Fähigkeiten, mit denen Menschen ihre Aufmerksamkeit, Emotionen, Impulse und Handlungen steuern. Gemeinsamer Nenner der Modelle von Selbstregulation und Impulskontrolle in der Psychologie ist, dass Menschen in der Lage sind, eigenes Verhalten im Hinblick auf selbst gesetzte Ziele zu steuern. Dies kann sowohl bewusst als auch unbewusst geschehen. Menschen unterscheiden sich in den Fähigkeiten und im Stil der Selbststeuerung.

## Allgemeine Definition
Selbstregulation umfasst unter anderem den mentalen Umgang mit den eigenen Gefühlen und Stimmungen (siehe Emotionsregulation) und die Fähigkeit, Absichten durch zielgerichtetes und realitätsgerechtes Handeln zu verwirklichen (Umsetzungsstärke oder Willenskraft). Auch die Kompetenz, kurzfristige Befriedigungswünsche längerfristigen Zielen unterzuordnen (Belohnungsaufschub), gehört dazu. Eine hohe Selbstwirksamkeitserwartung kann dabei unterstützend wirken.
Gut ausgeprägte Fähigkeiten zur Selbstregulation setzen (im neuropsychologischen Sprachgebrauch) intakte exekutive Funktionen voraus. Die Begriffe Selbstregulation und Selbstkontrolle werden meistens als Synonyme verwendet.
Ronald Grossarth-Maticek definiert Selbstregulation als „eine permanente, flexible, bedürfnisorientierte Eigenaktivierung in Bezug auf den Körper und die physische und soziale Umwelt mit dem Ziel, dort Bedingungen und Zustände zu erreichen, die sowohl eine kurzzeitige Bedürfnisbefriedigung ermöglichen als auch eine Selbstorganisation derart stabilisieren, dass eine Entwicklung und Integration unterschiedlicher Bereiche für eine effektive Problemlösung gewährleistet wird.“

## Funktionen der Selbstregulation
Ein wesentliches Ziel im Erziehungs- und Sozialisationsprozess von Kindern ist die Fähigkeit, sich zunehmend selbstständig, also ohne die Unterstützung von Bezugs- bzw. Betreuungspersonen, zu steuern. Einer der frühesten Sozialisationsvorgänge in dieser Hinsicht ist die Sauberkeitserziehung. Je älter Kinder werden, desto mehr wird von ihnen erwartet, in ihrem Verhalten soziale Normen und Rollenanforderungen zu beachten, Aufgaben zu übernehmen und ihr Handeln zielorientiert steuern zu können. Dazu ist die Entwicklung gewisser psychischer Kompetenzen, wie z. B. Frustrationstoleranz und Impulskontrolle, erforderlich.
In der Psychotherapie hat Frederick Kanfer die Selbstmanagement-Therapie entwickelt, die dem Patienten helfen soll, die Kontrolle über das eigene Verhalten (wieder) zu übernehmen, damit er Probleme selbstständig bewältigen kann. Dieses Selbstmanagement umfasst verschiedene Fähigkeiten, wie zum Beispiel Selbstbeobachtung des erwünschten und unerwünschten Verhaltens und Stimuluskontrolle zur Verhaltensbeeinflussung bis hin zum Selbstmanagement.

## Bei psychischen Erkrankungen
Die Selbstregulationskompetenzen sind bei verschiedenen psychischen Störungen eingeschränkt (etwa bei Abhängigkeit [Sucht], Zwangsstörungen, der Aufmerksamkeitsdefizit-/Hyperaktivitätsstörung oder der Borderline-Persönlichkeitsstörung). Das hat zur Folge, dass eine eigenständige Lebensführung zum Teil erheblich beeinträchtigt wird.

## Psychologische Theorien

### Grundlagen
Selbstregulation wird häufig als Synonym für Volition oder Willenskraft verwendet. Das Prinzip der Selbstregulierung wurde aus den Paradigmen der Homöostase und Kybernetik unter anderem durch Frederick Kanfer, Paul Karoly und Albert Bandura in den 1970er Jahren entwickelt.
Eine Regelung basiert, im Gegensatz zur Steuerung, auf der Rückmeldung der Abweichung des Sollwertes vom Istwert, damit das System das Ziel erreichen kann. Rainer Klinke und Co-Autoren veranschaulichen diesen Zusammenhang an folgendem Beispiel: Mit Steuerung ist das gemeint, was ein Seemann macht, wenn er das Schiff in die Himmelsrichtung steuert, in der das Ziel liegt. Das ist allerdings nur in dem wenig realistischen Fall möglich, in dem keine störenden Hindernisse, Strömungen und veränderte Windrichtungen auftreten. Vielmehr muss der Kapitän wiederholt die tatsächliche mit der gewünschten Position vergleichen und so den Kurs korrigieren. Diese Ergänzung der Steuerung durch Rückmeldung des Erreichten nennt man Regelung. Erfolgt die Vorgabe des Sollwertes von außen, muss sich das System durch eine Verhaltensänderung anpassen, es muss lernen. Eine andere Form des Lernens liegt vor, wenn Systeme ihre Sollwerte aus der Veränderung des Umfeldes ableiten. Dazu benötigen sie einen Speicher bzw. ein Gedächtnis für Erfahrungen, den sie für künftiges Verhalten nutzen. Somit umfasst der Begriff Selbstregulierung nach Eran Magen und James Gross die Fähigkeiten,
1. selbständig Ziele zu setzen,
2. den Unterschied zwischen Soll- und Istzustand festzustellen,
3. geeignete Aktionen zu planen, auszuwählen und auszuüben,
4. für entsprechende „Belohnungen“ zu sorgen und schließlich
5. das System mit der erforderlichen Energie auszustatten (Aktivierung).

Beispiele für die praktische Anwendung dieses Prinzips auf menschliches Verhalten sind die Konzepte der Volition in der Psychologie und im Management (siehe Volition (Psychologie) und Volition (Management)).

### Modell nach Kanfer
Frederick Kanfer geht davon aus, dass Selbstregulation immer dann einsetzt, wenn eine Person ein Ziel erreichen will und auf diesem Weg Hindernisse auftreten, oder wenn ein gewohnter Verhaltensfluss unterbrochen wird. In beiden Fällen richtet der Betroffene seine Aufmerksamkeit auf sein Verhalten. S. 37–38. Die Hauptkomponenten des Selbstregulationsmodells nach Kanfer sind: S. 38
- Selbstbeobachtung (Informationen über die eigenen Handlungen werden eingeholt),
- Selbstbewertung (Vergleich dieser Informationen mit allgemeinen Standards),
- Selbstverstärkung (Kontingenz, positive oder negative Konsequenzen).

Dieser Prozess kann mehrfach durchlaufen werden, bis eine Reaktion den persönlichen Standards entspricht.
Dieses – ursprünglich lineare – Modell wurde seit 1970 mehrfach überarbeitet. Es wurden Feedback-Schleifen (Vergleich von Reaktion, Konsequenzen und Situation mit Standards bzw. früheren Erfahrungen) eingeführt, somit handelt es sich nicht mehr um ein rein sequentielles Modell. Zudem wurde die Rolle von Attributionsprozessen (d. h. der Einschätzung der Person, ob das Problem überhaupt durch ihr Verhalten beeinflussbar ist) sowie von Erwartungen und Befürchtungen (Antizipation) mit berücksichtigt. S. 37–41.
Ein Spezialfall der Selbstregulation ist die Selbstkontrolle. Diese wird nach Kanfer angewandt, wenn es sich um Verhaltensalternativen handelt, die für die Person konflikthaft sind, und sie – ohne äußeren Druck – die Verhaltensalternative mit der geringeren Auftretenswahrscheinlichkeit wählt (z. B. Ablehnen einer Zigarette trotz Verlangen danach). Hierbei wird nicht ein Persönlichkeitsmerkmal („Willenskraft“) beschrieben, sondern ein spezifisches Verhalten in einer bestimmten Situation. Bei der Auslösung und der Aufrechterhaltung des Verhaltens spielen jedoch sowohl innere Aspekte (wie z. B. Motivation, körperliche Faktoren) als auch Umgebungsfaktoren (z. B. gesellschaftliche Normen) eine große Rolle. S. 41–43.
Das Modell der Selbstregulation bildet eine wichtige theoretische Basis der von Kanfer entwickelten Selbstmanagement-Therapie. S. 43.

### Andere Modelle
- Das Belohnungsaufschubs-Paradigma von Mischel
- Theorie der Selbstregulation nach Bandura
- PSI-Theorie nach Kuhl
- In Fritz Heiders Balancetheorie besagt das homöostatische Prinzip, dass Personen ihre Einstellungen je nach Zuneigung/Abneigung an ihren Kommunikationspartner angleichen bzw. nicht.
- Die Gestalttherapie geht davon aus, dass der menschliche Organismus in der Lage ist, innerhalb seiner Umgebung (des „Feldes“) alle Prozesse, die zu seiner Erhaltung und für sein Wachstum wichtig sind, selbst zu regulieren. Dabei greift die Gestalttherapie auf Ergebnisse der Gestaltpsychologie und auf die Arbeiten des Neurologen Kurt Goldstein zurück und überträgt sie auf den Bereich des Organismus. Goldstein betont, dass für den Organismus in der Auseinandersetzung mit der Umwelt die Notwendigkeit besteht, dass „jede, durch die Umweltreize gesetzte Veränderung des Organismus in einer bestimmten Zeit sich wieder ausgleicht, so dass der Organismus wieder in jenen ‚mittleren‘ Zustand der Erregung, der seinem Wesen entspricht, diesem ‚adäquat‘ ist, zurückgelangt.“[10]

## Neurobiologische Befunde
Die Fähigkeit zum Belohnungsaufschub wurde beim Menschen durch Vergleich von Ausfällen nach Gehirnverletzungen (z. B. Schlaganfall) und durch bildgebende Verfahren bei Gesunden untersucht. Beteiligt ist demnach ein Netzwerk verschiedener Gehirnregionen, bei dem jedoch der mediale orbitofrontale Cortex (mOFC) eine zentrale Rolle spielt. Schäden in diesem Bereich führen zu einer höheren Wahrscheinlichkeit, dass eine sofortige, kleine Belohnung gewählt wird. Es wird vermutet, dass dieser Gehirnbereich an der Folgenabschätzung oder dem zukunftsbezogenen Vorstellungsvermögen beteiligt ist.